# Рузвелт Парк (Мичиген)
Рузвелт Парк (Мичиген) (енгл. Roosevelt Park) град је у америчкој савезној држави Мичиген. По попису становништва из 2010. у њему је живело 3.831 становника.

## Демографија
Према попису становништва из 2010. у граду је живело 3.831 становника, што је 59 (1,5%) становника мање него 2000. године.
| Група             | 2000.         | 2010.         |
| Белци             | 3.592 (92,3%) | 3.200 (83,5%) |
| Афроамериканци    | 122 (3,1%)    | 321 (8,4%)    |
| Азијати           | 41 (1,1%)     | 62 (1,6%)     |
| Хиспаноамериканци | 76 (2,0%)     | 148 (3,9%)    |
| Укупно            | 3.890         | 3.831         |